# Považany
Považany est un village de Slovaquie situé dans la région de Trenčín.

## Histoire
La première mention écrite du village date de 1263. Avant la création de la Tchécoslovaquie indépendante en 1918, Považany faisait partie du comté de Nyitra au sein du Royaume de Hongrie. De 1939 à 1945, elle a fait partie de la République slovaque.

## Démographie

### Évolution de la population
| Année:               | 1994. | 2004.   | 2014.   | 2024.   |
| -------------------- | ----- | ------- | ------- | ------- |
| Nombre de personnes: | 1226  | 1274    | 1279    | 1226    |
| Différence:          |       | +3,91 % | +0,39 % | -4,14 % |

| Année:               | 2023. | 2024.   |
| -------------------- | ----- | ------- |
| Nombre de personnes: | 1238  | 1226    |
| Différence:          |       | -0,96 % |

## Personnalités
- Alexander Rudnay (1760-1831), cardinal hongrois de l'Église catholique romaine